# Behind These Hazel Eyes
"Behind These Hazel Eyes" é uma canção da artista musical estadunidense Kelly Clarkson, contida em seu segundo álbum de estúdio Breakaway (2004). Foi composta pela cantora juntamente com Dr. Luke e Max Martin, e produzida pelos dois últimos. A sua gravação ocorreu em 2004, nos Maratone e Decibel Studios em Estocolmo, Suécia, Dr. Luke's NYC e Westlake Audio em Los Angeles, Califórnia. Para o seu segundo disco, como forma de silenciar os críticos duvidosos de seu caminho pós-American Idol, Clarkson desejava uma nova sonoridade e tambem compor as próprias músicas. Para tal, intermediada por Clive Davis, ela trabalhou com Luke e Martin e canalizou uma má experiência amorosa no processo de escrita; "Behind These Hazel Eyes" e "Since U Been Gone" foram produtos desta colaboração, com a primeira sendo elaborada via e-mail devido aos comprometimentos de Clarkson em turnê.
Clarkson considera a obra como uma de suas favoritas e cogitou nomear o material seletivo com o mesmo título. "Behind These Hazel Eyes" foi lançada oficialmente como o terceiro single do disco em 12 de abril de 2005, quando foi enviada para as rádios mainstream dos Estados Unidos. Lançamentos em formato físico e digital se sucederam, além de tratamentos em remixes. É uma faixa pop rock de andamento acelerado que narra o relacionamento de Clarkson com seu ex-namorado e incorpora graves grunhidos de guitarras cujo são pulsados com as batidas. A mídia especulou que se tratava do término dela com David Hodges, ex-integrante do Evanescence.
"Behind These Hazel Eyes" recebeu revisões geralmente positivas da mídia especializada, que consideram-na uma digna sucessora de seu single anterior "Since U Been Gone" e também elogiaram as habilidades vocais de Clarkson. A faixa foi um sucesso nos Estados Unidos, atingindo a sexta posição como melhor na Billboard Hot 100, permanecendo por 15 semanas dentre as dez melhores. Um sucesso radiofônico, liderou a genérica Adult Pop Songs e entrou nas cinco melhores em outras paradas componentes, tendo sido posteriormente certificada como disco de platina pela Recording Industry Association of America (RIAA), pelas mais de um milhão de cópias em formato digital. Listou-se também entre as dez primeiras na Austrália, Áustria, Irlanda, Nova Zelândia e Reino Unido.
O vídeo musical acompanhante foi dirigido por Joseph Kahn e produzido por Danyi Deats-Barrett. Seu conceito foi concebido por Clarkson e descreve-a como uma noiva que vivencia alguns indícios oníricos que seu futuro marido está tendo um caso com uma convidada da cerimônia. A gravação estreou online na MTV e teve um grande impacto no programa Total Request Live. "Behind These Hazel Eyes" foi apresentada ao vivo em diversos programas no circuito de divulgação de Breakaway, como o Today e o Live with Regis and Kelly, e em anos mais tarde; constou também no repertório das turnês Breakaway World Tour (2006) e All I Ever Wanted Tour (2009).

## Antecedentes e lançamento
Vencedora da primeira edição do American Idol, Kelly Clarkson lançou seu disco de estreia Thankful em abril de 2003. Impulsionado pelos sucessos de "A Moment Like This" — que atingiu o pico da Billboard Hot 100 em 2002, logo após a vitória de Clarkson na competição — e "Miss Independent", o disco liderou a Billboard 200 e vendeu mais de 2 milhões de cópias nos Estados Unidos. Entretanto, críticos musicais continuavam a rotulá-la como uma mera vencedora de concurso de talentos e a se questionar se ela seria capaz de gerar apelo comercial próprio. Para o segundo disco de Clarkson, tanto a cantora quanto Clive Davis, executivo-chefe da RCA Records, queriam fugir desse estereótipo, mas com perspectivas diferentes: ela queria compor seu próprio material, enquanto ele demonstrou certa relutância, pois "no mundo pop, onde a carreira depende totalmente de sucessos, podemos ficar céticos". Eles eventualmente chegaram a um acordo em que o alinhamento final do produto, Breakaway, seria composto por seis canções co-compostas por Clarkson e outras seis oriundas de outros músicos.
"Behind Theze Hazel Eyes" foi enviada para as estações de rádio mainstream estadunidenses em 12 de abril de 2005, servindo oficialmente como o segundo single de Breakaway. Foi lançada em maxi single na Austrália em 17 de junho de 2005 e em CD single nos Estados Unidos em 5 de julho. Na França, foi disponibilizada via download digital em 1º de agosto, num pacote de remixes, e em formato de single no dia 5 de setembro. No dia 9 de setembro, foi lançada digitalmente na Alemanha e na Irlanda, e no dia 12 de setembro na Noruega, com o Reino Unido recebendo um lançamento físico em CD e maxi single no dia 19. Similarmente, a Alemanha recebeu ambos formatos no mês de outubro, sendo o maxi single no dia 21 e o CD sete dias depois. No mesmo dia 28, o maxi single foi lançado em território dinamarquês.

## Desenvolvimento
Com o objetivo de contrariar os críticos de Clarkson, Davis encontrou-se com vários produtores, dentre os quais o sueco Max Martin, orientando-os a conceber uma direção mais pop rock para o disco. Assim, em 2004, Clarkson viajou à Suécia para colaborar com Martin e Łukasz "Dr. Luke" Gottwald para seu segundo álbum de estúdio. Durante o encontro, Martin apresentou músicas que compôs com Dr. Luke: "Since U Been Gone" e uma versão demo do que viria a ser "Behind These Hazel Eyes".
Davis queria que Clarkson gravasse as faixas, descrevendo-as como tendo uma "aresta cortante rock, mas ainda capazes de ser tornarem sucessos pop. Elas a colocariam Kelly numa direção promissora, ao passo em que ela manteria e até ampliaria o seu público". Martin insistiu que as demos deveriam ser dadas a personalidades do rock, querendo desvincular-se dos trabalhos de produção teen pop para os Backstreet Boys e Britney Spears na década de 1990. Davis confidenciou: "Max estava tentando seguir em frente em relação ao que tinha feito com os Backstreet Boys, e ainda demorei algum tempo a convencê-lo de que um vencedor do American Idol poderia trazer todo o sentimento e paixão necessários para as músicas". Após escutar a sonoridade das faixas, Clarkson ficou cética com os elementos pop, e os três em conjunto, decidiram desenvolver um som derivado do rock, contrariamente ao "pop comum" com os quais estavam identificados. Em entrevista para a Billboard, Luke explicou mais sobre o processo de elaboração de "Behind These Hazel Eyes":
| “ | Nós tínhamos acabado de concluir "Since U Been Gone", com a qual todos ficaram felizes. Enviamos uma versão preliminar de "Behind Theze Hazel Eyes", sem nenhuma letra, para Kelly e Clive Davis. Foi em parte um ramo de oliveira para Kelly, pois ouve uma falha de comunicação em "Since U Been Gone", onde Kelly havia escrito algumas letras e Max e eu não sabíamos disso, e tínhamos finalizado a canção. Então, nós queríamos escrever "Behind" com ela desde o início, mas estávamos em lugares diferentes. Ela tinha acabado de vencer o American Idol e estava em turnê, então ela me mandava as letras por e-mail, e eu respondia de volta com minhas opiniões. A única parte que escrevemos juntos foi a ponte. | ” |

Em entrevista à Entertainment Weekly, a artista explicou que a composição é "sobre um cara que estragou tudo e agora está infeliz e você está feliz." Ela também considera a música com de sua favoritas e cogitou nomear o disco com o mesmo título. A mídia especulou que a faixa reflete o rompimento da cantora com David Hodges, ex-integrante da banda Evanescence. Segundo a MTV, a obra foi originalmente composta antes da separação. No entanto, a intérprete decidiu ajustar os versos depois de terminar com Hodges para expressar sua dor emocional. A cantora entrou em detalhes sobre a relação para a revista Blender, comentando: "Eu fiquei solteira por literalmente dois anos, e então conheci esse cara. Todo mundo faz isso — você faz isso, e então de repente você encontra alguém, fica animado, e investe [nessa pessoa]. Não é tanto sobre a pessoa, mas sobre a experiência — aquela vida que você quer." Ela disse que a relação terminou horrivelmente, e acrescentou: "É uma pena. Sou amiga dos meus outros dois ex-namorados, e é uma pena pois provavelmente nós nunca poderemos ser." Trabalhadas como singles em ordem reversa, "Behind These Hazel Eyes" e "Since U Been Gone" foram fruto da experiência com Hodges, com a primeira tratando do término da relação e a segunda sobre a liberdade após o término. Clarkson também disse que o número quase não foi selecionado no conjunto, explicando: "Tinha letras diferentes no início [...] Eu acabei chamando Luke [Łukasz Gottwald], o compositor, e nós fizemos uma música totalmente diferente. Agora é a minha canção favorita no disco. Relacionamentos ruins [fazem] uma boa faixa."

## Gravação e composição
"Behind These Hazel Eyes" foi gravada em 2004 nos Maratone Studios em Estocolmo, Westlake Audio em Los Angeles, Califórnia, e Dr. Luke's NYC. Foi escrita por Clarkson, Dr. Luke e Max Martin, e produzida pelos dois últimos, que também encarregaram-se de sua instrumentação, à exceção das baterias, tocadas por Shawn Pelton. O processo de gravação dos vocais de Clarkson foi realizado por Luke, Martin, Lasse Marten e Kevin M. Guarnieri, enquanto o da instrumentação foi coordenado por Marten nos Decibel Studios em Estocolmo, com a assistência de Jason Rankins, Johan "Brorsan" Brorsson e Tim Roberts. Brorsson encarregou-se também da edição vocal em Pro Tools, auxiliado por John Hanes. A mixagem foi realizada por Serban Ghenea nos MixStar Studios em Virginia Beach, Virgínia, com a assistência de Roberts, enquanto a masterização foi feita por Joe Yannece no The Hit Factory em Nova Iorque, juntamente com o resto do disco.
Com duração de três minutos e dezesseis segundos (3:16), "Behind These Hazel Eyes" é uma power ballad de estilo pop rock. Gil Kaufman, da MTV, notou que o single "incorpora graves grunhidos de guitarras, batidas sincronizadas, e refrão agitado." De acordo com a partitura publicada no Musicnotes.com por Alfred Publishing, está composta na tonalidade de Fá menor e no tempo de assinatura comum infundida no metrônomo de 90 batidas por minuto. O alcance vocal da cantora abrange mais de dois oitavos das notas de Fá3 até a de Lá5. Michael Paoletta, da Billboard, elogiou o vocal da artista, escrevendo: "Clarkson simplesmente oferece uma vaga, prova de força vocal que nivela-se com o contexto musical de fortes-acusações que é divertido, rápido e furioso." Scott Juba, do The Trade, elogiou a produção da música, declarando: "O forte gancho da faixa atrai ouvintes e envolve-os nas letras, sem sequer tornar-se enigmático ou manipulativo." Ele também congratulou a voz da intérprete que "oscila entre dor e desafio com exata precisão." Ambos Cat Zhang, da Pitchfork, e Dave de Sylvia, da Sputnikmusic, consideraram a faixa como um dos melhores exemplos das habilidades vocais de Clarkson em Breakaway. Zhang opinou que "quando ela confessou estar 'caindo aos pedaços' [na canção], arremessando-se em direção ao sentimento, ela o conquista com a força de sua convicção", enquanto Sylvia escreveu que, juntamente com "Since U Been Gone", "apesar dos refrões fortes que deixariam Jimmy Eat World corado, permitem as melodias de se representarem. [...] Esses arranjos apertados, mas não tão inovadores, atendem à função primária de ornamentar os vocais, por vezes fenomenais, sem atrair mais atenção do que necessário".
Liricamente, a canção narra a história de um relacionamento falhado que tinha começado bem. A cantora lamenta ter sido vulnerável a seu ex-namorado e ela está determinada que apesar da dor que sente, ele não terá a satisfação de vê-la chorar. A música começa com a artista cantarolando "oh oh oh" sobre uma percussão agitada. No primeiro verso, a canção fica calma e foca-se em seu vocal que canta "Parece que foi ontem/Você era uma parte de mim/Eu era tão imponente/Eu era tão forte/Seus braços me segurando firme/Tudo parecia tão certo/Inquebrável como se nada pudesse dar errado." Durante o refrão, o som da guitarra é predominante enquanto ela vocaliza "Aqui estou eu/Outra vez/Estou em pedaços/Não posso negar/Nem fingir/Eu pensei que você fosse a pessoa certa/Quebrada por dentro/Mas você não verá as lágrimas que eu choro/Por trás destes olhos castanhos." A ponte, em que Clarkson canta "Você me engoliu e me cuspiu/Por te odiar, eu culpo a mim mesma", foi considerada por Jon O'Brien, da Billboard, como a melhor do catálogo da intérprete.

## Crítica profissional
| Críticas profissionais | Críticas profissionais |
| Avaliações da crítica  | Avaliações da crítica  |
| Fonte                  | Avaliação              |
| ---------------------- | ---------------------- |
| Blogcritics            | (positiva)             |
| Sky Living             | (positiva)             |
| The Trade              | (positiva)             |

Elizabeth Scott, do Sky Living, elogiou a canção, escrevendo: "enquanto Clarkson está indo bem musicalmente, sua vida amorosa ainda não melhorou e ela está de coração partido mais uma vez. Tenho certeza que o pensamento de outro hit pode animá-la!" Scott Juba, do The Trade, considerou a faixa como o destaque do álbum, publicando: "Agora que [Clarkson está] um pouco mais velha do que era quando gravou seu primeiro disco, ela traz mais autenticidade às músicas de relacionamento." Pam Avoledo, do Blogcritics, acredita que "Behind These Hazel Eyes" é superior à escrita de "Since U Been Gone", dizendo que é "É vigoroso, bem escrito e dá a artista uma chance de mostrar suas habilidades vocais, sem a arrogância de hoje em dia." Em análise do quarto disco de Clarkson, All I Ever Wanted (2009), Evan Sawdey, da PopMatters, comparou a canção "Don't Let Me Stop You" com "Behind These Hazel Eyes", no sentido de que "ela talvez soe como um antigo sucesso de Clarkson". Charles Merwin, da Stylus Magazine, comentou que a faixa alavancaria a venda de Breakaway pois "todo o fundo musical sai para deixar a voz da cantora entre viver ou morrer."
Numa perspectiva diferente, Joe Cruz do Cox Communications, considerou "Behind These Hazel Eyes" com um digno sucessor do single anterior da artista, dizendo: "Não é nenhum 'Since U Been Gone', cujo é um avalanche pop-rock, mas vale como um sucessor, não é nada mau. Clarkson torna tudo caseiro (bem, na maior parte de seu visual) vendendo esses pequenos haikais de coração partido excepcionalmente bem." Ele também posicionou a canção como uma das 40 que definiram o verão de 2005 do hemisfério norte. Este sentimento foi compartilhado por Robert Copsey, do Digital Spy, que além de considerá-la o segundo melhor single de Clarkson, atrás apenas de "Since U Been Gone", escreveu que "se provou um sucesso de lentas trações na época de lançamento, mas a grandeza desta faixa continua a ser percebida ao longo do tempo." Elegendo-a a quarta melhor canção de Breakaway, Jon O'Brien, da Billboard, comentou que embora tenha sido ofuscada pelas outras faixas de trabalho do disco — a anterior "Since U Been Gone" e a seguinte "Because of You" —, "Behind These Hazel Eyes" é "tão tour-de-force quanto" e que "provou que Breakaway tinha muito mais cartas na manga."
Maria DiLorenzo, do Yahoo!, listou-a no número quatro entre as dez melhores faixas da cantora na década de 2000, escrevendo que tem um "belo cantarolar e sim mais uma vez um velho e elegante vídeo romântico como acompanhamento. Você não tem escolha a não ser apaixonar-se pela combinação." Chris Kal, do WKNS, classificou a faixa na quarta posição das dez melhore do verão de 2005 do hemisfério norte. Sam Lamsky, do PopCrush, descreveu o single como "o favorito dos fãs", e listou-o no número nove em sua lista dos dez melhores de Kelly Clarkson. Constatou também na tabela das cem melhores músicas de 2005, segundo Bill Lamb, do About.com. Em janeiro de 2010, "Behind These Hazel Eyes", foi a quinta composição mais tocada na última década pelos participantes do American Idol. Foi nomeada na categoria de Hit da Rádio Mainstream no Radio Music Awards de 2005, e ganhou na de Canção Mais Apresentada no ASCAP Pop Music Awards de 2007.

## Vídeo musical

### Desenvolvimento e lançamento
O vídeo musical de "Behind These Hazel Eyes" foi dirigido por Joseph Kahn e produzido por Danyi Deats-Barrett. Foi gravado durante dois dias em abril de 2005 em um estúdio de filmagem em Toronto, enquanto Clarkson estava em turnê no Canadá. O Access Hollywood informou que foi necessário apenas um aspersor para produzir a chuva presente no trabalho. Seu conceito foi concebido pela artista, explicando: "A coisa toda é uma metáfora sobre um conto de fadas desmanchado [...] Você pensa que tudo está indo bem, e então a realidade lhe nocauteia. É um vídeo meio triste, mas ele vai ser o melhor que fiz. É real, e é por isso que as pessoas gostam de mim." Relatando também que após as gravações, ela teve hematomas e manchas em seu bíceps esquerdo. Sua estreia ocorreu online na MTV em 9 de maio de 2005, e em 16 de maio no programa Total Request Live, onde debutou na quinta posição da tabela videográfica no dia seguinte. O vídeo foi disponibilizado no maxi single lançado comercialmente e no DVD especial da edição japonesa de Breakaway, e anos mais tarde no DVD bônus da edição deluxe de Greatest Hits – Chapter One (2012), álbum de grandes êxitos de Clarkson.

### Sinopse
O vídeo começa com Clarkson de pé em uma sala com um vestido de noiva branco. Segurando um buquê de rosas vermelhas, ela está rodeada por suas damas de honra que se preparam para a cerimônia. Ao sentar no sofá ela observa uma foto de casamento de seu noivo com outra mulher enquanto uma tempestade começa a se formar exteriormente. As madrinhas desaparecem do quarto deixando a cantora sozinha, que deixa cair o buquê de rosas e o retrato de suas mãos. Na cena seguinte, ela anda pelo corredor de uma igreja com um vestido preto, assistindo uma noiva casando-se com seu parceiro no altar. Ao tirar o véu, a artista percebe que a moça é mesma presente na fotografia. A intérprete, que agora usa um vestido branco, sai correndo da igreja e entra em um pântano escuro. Uma montagem de Kelly cantando com sua banda no pântano é mostrada alternadamente entre imagens suas correndo na floresta. Clarkson também é vista no interior de um casa abandonada, usando um vestido preto volumoso.
Quando começa a chover, a artista cai em uma possa, e em uma outra imagem ela ajoelha-se no solo enquanto olha e é acariciada pela outra versão de si, cuja está interpretando a faixa num ambiente outonal. Em seguida, a intérprete abre os olhos e vê-se no altar trocando votos com seu noivo. Antes que ele coloca o aliança em seu dedo, ela olha ao seu redor e percebe que a mulher do retrato está entre os convidados, soprando um beijo para seu cônjuge, cujo responde sorrindo. A cantora, em seguida, joga o anel em seu parceiro, antes de fugir do altar. Jogando também seu buquê no colo da moça e empurrando os convidados que tentam impedi-la de sair. O vídeo termina com Kelly abrindo as portas e direcionando-se para uma luz intensa.

### Recepção
James Dinh, da MTV Newsroom, listou o vídeo como um dos que relatam "o grave caso da síndrome da noiva em fuga", escrevendo: "Ao longo do clipe, Clarkson se encontra correndo por uma terra de lama pantanosa até que ela desperta-se de suas visões, se recusa a continuar com o casamento e faz uma fuga surpreendente saindo da igreja." Foi também posicionado no quarto lugar, por Andrea Holmes do AOL, na classificação dos quinze roteiros que tematizam o casamento, comentando: "A ilustração perfeita do nosso ponto de vista sobre vídeos de casamento, o trabalho adota uma abordagem atípica para matrimônio [...] Nas cenas o clima está escuro e chuvoso, combinado com a história, mas quando Clarkson sai correndo da igreja, ela é recebida pela luz do sol." Johnnie Macke do E! opinou que o vídeo é intenso, escrevendo: "Ela está magoada e 'aos pedaços' ao longo do vídeo assim que descobre que o seu amor está casando com outra pessoa, e resulta em sessões épicas num cemitério e rolando na lama".
Lyndsey Parker, do Yahoo! Music, colocou a produção na 22.ª colocação dentre os melhores vídeos com temática de casamento. Robert Copsey, do Digital Spy, opinou que este é o melhor vídeo de Clarkson até a data. Em entrevista para a MTV, Ryan Key, vocalista do Yellowcard, elogiou Clarkson no vídeo: "Ela está incrivelmente maravilhosa naquele vídeo que está passando toda hora na MTV [...] Aquele vestido de casamento molhado, o cabelo molhado.... Fala sério! Quem diria? Ela é muito bonita. Está muito bonita nele". "Behind These Hazel Eyes" teve uma temporada de sucesso no Total Request Live, onde liderou a parada por trinta e três dias, fazendo da cantora a artista feminina a permanecer mais tempo no topo da tabela videográfica.

## Apresentações ao vivo e regravações

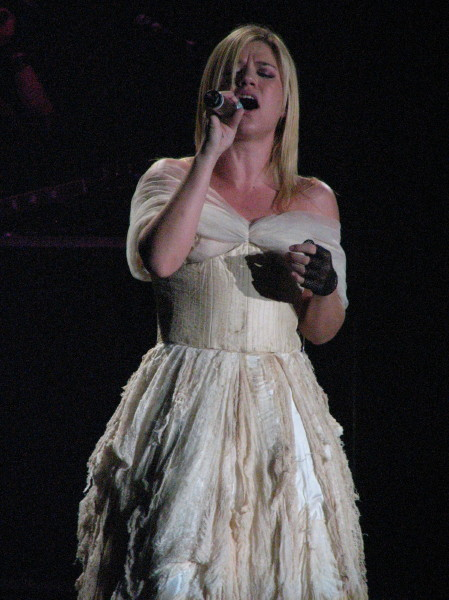
Clarkson cantando "Behind These Hazel Eyes" na Breakaway World Tour, na Austrália.

Como parte da divulgação de Breakaway, Clarkson apresentou "Behind These Hazel Eyes" em uma série de ocasiões. Ela cantou a faixa de forma acústica no VH1 Unplugged, em 18 de janeiro de 2005, acompanhada por dois músicos tocando violões; outras canções do trabalho também foram interpretadas, sendo "Since U Been Gone", a faixa-título, e a estreia ao vivo de "Because of You". Outras duas apresentações na modalidade acústica foram realizadas em 14 e 15 de março, respectivamente, no Today e no Live with Regis and Kelly; em ambas, Clarkson foi acompanhada por três músicos no violão e um na percussão. Clarkson viria a retornar no Today como parte da "Toyota Concert Series" do programa, realizada naquele mesmo ano no Rockefeller Plaza em Nova Iorque. Ela apresentou a composição em sua forma original, acompanhada por uma banda completa. Kelly cantou a faixa em 25 de março no Last Call with Carson Daly, em sua versão original. A artista cantou a obra para o AOL Music Live, usando um vestido similar ao do vídeo musical.
Divulgando Breakaway internacionalmente, Clarkson realizou duas apresentações de "Behind These Hazel Eyes" no circuito holandês; uma no programa Pulse, onde realizou a versão original da faixa, e uma acústica para a rádio 3FM. Uma interpretação similar foi feita na versão alemã do Top of the Pops, transmitida em 12 de novembro seguinte. Clarkson viria a cantar a faixa continuamente ao longo dos anos, a exemplo de 14 de julho de 2009, quando apresentou-a versão acústica para a Stripped Sessions da Clear Channel Communications. Foi uma das presentes no seu repertório da abertura da loja da Microsoft em 2010 em Bloomington, Minnesota, junto de "Miss Independent", "Walk Away" e "My Life Would Suck Without You". Em 2024, quase 20 anos após seu lançamento original, a artista interpretou a faixa em seu programa matinal The Kelly Clarkson Show, acompanhada pela banda.
"Behind These Hazel Eyes" fez parte da seleção da Breakaway World Tour (2006). Durante sua performance na Germain Arena em Estero, Flórida, Clarkson cantou a faixa com o mesmo vestido de noiva que ela usou no vídeo musical. A canção também foi incluída no repertório da All I Ever Wanted Tour (2009). Ao excursionar no Hammerstein Ballroom, Nova Iorque, a artista apresentou uma versão encurtada da obra, acompanhada por guitarras e vocais de fundo. Caryn Ganz, da Rolling Stone, sentiu que a influência de Alanis Morissette ficou evidente no refrão do single, que foi executado acusticamente no evento. A intérprete explicou que o arranjo pretendia facilitar que a plateia cantasse junto, estratégia da qual Jim Cantiello, da MTV, achou que foi eficaz. Em dezembro de 2011, a cantora interpretou a composição no Chicago Theatre como parte do concerto beneficente Miracle on State Street. Bob Gendron, do Chicago Tribune, comentou sua performance, escrevendo "os texanos poderiam ter sido impressionados simplesmente projetando sua potente voz e saboreando seu alcance prodigioso. No entanto, ela parecia determinada a reforçar temas de fortalecimento feminino muitas vezes ausentes em seus sucessos das rádios pop." "Behind These Hazel Eyes" foi regravada por Cassadee Pope na terceira temporada da competição The Voice, em 2012; Pope decidiu cantar para tentar alcançar seu pai, que havia divorciado de sua mãe quando ela tinha 11 anos de idade. A versão foi elogiada pela jurada Christina Aguilera, que disse: "Eu consegui sentir seu coração".

## Faixas e formatos
"Behind These Hazel Eyes" foi lançada nas lojas virtuais contendo apenas a música como faixa com uma duração máxima de três minutos e dezesseis segundos. Sua distribuição em CD single apresenta a versão acústica da obra, enquanto o maxi single veio acrescido do videoclipe. Também foi editado um extended play (EP) digital com cinco diferentes edições do remix produzido por Joe Bermudez & Josh Harris.
- Download digital[33]

1. Behind These Hazel Eyes (3:16)

- CD single[11][15]

1. Behind These Hazel Eyes (3:16)
2. Behind These Hazel Eyes (ao vivo no Sony Connect) (3:39)

- Maxi single[58]

1. Behind These Hazel Eyes (3:16)
2. Behind These Hazel Eyes (ao vivo no Sony Connect) (3:39)
3. Behind These Hazel Eyes (videoclipe) (3:16)

- Extended play (EP) digital de remixes[88]

1. Behind These Hazel Eyes (Joe Bermudez & Josh Harris Mixshow Edit) (3:29)
2. Behind These Hazel Eyes (Joe Bermudez & Josh Harris Mixshow Remix) (5:24)
3. Behind These Hazel Eyes (Joe Bermudez & Josh Harris Mixshow Instrumental) (5:25)
4. Behind These Hazel Eyes (Joe Bermudez & Josh Harris Top 40 Radio Remix) (3:10)
5. Behind These Hazel Eyes (Joe Bermudez & Josh Harris Acappella) (2:58)

## Créditos
Créditos adaptados do encarte do álbum Breakaway.
Gravação e publicação
- Gravada nos Maratone Studios (Estocolmo), Dr. Luke's NYC e Westlake Audio (Los Angeles, Califórnia)
- Instrumentos gravados nos Decibel Studios (Estocolmo)
- Mixada nos MixStar Studios (Virginia Beach, Virgínia)
- Mixada no The Hit Factory (Nova Iorque)
- Publicada pela Smelly Songs (ASCAP), Maratone — administrada pela Zomba (ASCAP) — e Kasz Money Publishing (ASCAP)

Equipe
| - Kelly Clarkson - composição, vocal principal e vocais de apoio - Dr. Luke - composição, produção, instrumentos, gravação - Max Martin - composição, produção, instrumentos, gravação - Shawn Pelton - bateria - Lasse Marten - gravação de instrumentos - Kevin M. Guarnieri - gravação de instrumentos - Jason Rankins - assistente de gravação de instrumentos | - Johan "Brorsan" Brorsson - edição vocal (Pro Tools), assistente de gravação de instrumentos - John Hanes - assistente de edição vocal - Serban Ghenea - mixagem - Tim Roberts - assistente de mixagem - Joe Yannece - masterização |

## Desempenho nas tabelas musicais
Nos Estados Unidos, a faixa estreou na 87ª posição na Billboard Hot 100 na edição de 23 de abril de 2005. Em 11 de junho, conseguiu alcançar a 6ª ocupação. A canção manteve por anos o recorde de maior permanência nas dez primeiras colocações sem entrar nas cinco melhores, com 15 semanas na região, que foi superado por "Needed Me", de Rihanna, em 2016, que atingiu a sétima como melhor. A canção estreou na tabela genérica Pop Songs da revista Billboard na 30ª colocação na publicação de 30 de abril, e atingiu a 2ª em 9 de julho. Permaneceu por sete semanas na vice-liderança, barrada por "We Belong Together", de Mariah Carey. Ao final da década, foi classificada como a 16ª de melhor desempenho na parada. Na Radio Songs, que compila audiência de todos os formatos nos Estados Unidos, atingiu o pico na quarta posição na semana de 6 de agosto de 2005. Na semana referente do dia 27 do mesmo mês, deu início à uma liderança de cinco semanas na Adult Pop Songs. Registrou ainda a 13ª posição como melhor na genérica Adult Contemporary e terceira na Pop 100.
De acordo com a Billboard, "Behind These Hazel Eyes" foi a segunda canção de maior sucesso no verão norte-americano de 2005, apena atrás da referida canção de Carey. Dez anos depois, a mesma revista a colocou na quarta posição dentre os cem maiores sucessos de cantores revelados no American Idol.  Em 31 de janeiro de 2008, "Behind These Hazel Eyes" foi certificada como disco de platina pela  Recording Industry Association of America (RIAA), registrando, até setembro de 2017, 1.6 milhões de cópias comercializadas digitalmente nos Estados Unidos, segundo a Nielsen SoundScan.
Na classificação australiana ARIA Charts, a canção debutou no sexto lugar na publicação de 3 de julho de 2005. No dia seguinte, a obra estreou no sétimo posto do periódico neozelandês Recording Industry Association of New Zealand. A composição alcançou o nono emprego na parada britânica UK Singles Chart na edição de 1º de outubro. Na tabela irlandesa Irish Recorded Music Association, "Behind These Hazel Eyes" ocupou a quarta colocação na semana de 3 de novembro.
| Tabela musical (2005–06)                   | Melhor posição |
| ------------------------------------------ | -------------- |
| Alemanha (Media Control Charts)            | 16             |
| Austrália (ARIA Charts)                    | 6              |
| Áustria (Ö3 Austria Top 40)                | 9              |
| Bélgica (Ultratop 50 de Flandres)          | 23             |
| Bélgica (Ultratip da Valônia)              | 4              |
| Chéquia (IFPI Česká Republika)             | 35             |
| Dinamarca (Tracklisten)                    | 13             |
| Estados Unidos (Billboard Hot 100)         | 6              |
| Estados Unidos (Pop Songs)                 | 2              |
| Estados Unidos (Pop 100)                   | 3              |
| Estados Unidos (Adult Pop Songs)           | 1              |
| Estados Unidos (Adult Contemporary)        | 13             |
| Irlanda (Irish Recorded Music Association) | 4              |
| Nova Zelândia (RIANZ)                      | 7              |
| Países Baixos (Mega Single Top 100)        | 7              |
| Reino Unido (UK Singles Chart)             | 9              |
| Suécia (Sverigetopplistan)                 | 21             |
| Suíça (Schweizer Hitparade)                | 20             |

| Tabela musical (2005)               | Posição |
| ----------------------------------- | ------- |
| Estados Unidos (Billboard Hot 100)  | 10      |
| Países Baixos (Mega Single Top 100) | 68      |
| Reino Unido (UK Singles Chart)      | 70      |
| Tabela musical (2006)               | Posição |
| Austrália (ARIA Charts)             | 67      |

| País (Empresa)        | Certificação |
| --------------------- | ------------ |
| Canadá (Music Canada) | Platina      |
| Estados Unidos (RIAA) | Platina      |
| Nova Zelândia (RIANZ) | Ouro         |
| Reino Unido (BPI)     | Prata        |

## Histórico de lançamento
| País           | Data                   | Formato           | Gravadora |
| -------------- | ---------------------- | ----------------- | --------- |
| Estados Unidos | 12 de abril de 2005    | Rádios mainstream | RCA       |
| Austrália      | 17 de junho de 2005    | Maxi single       | Sony BMG  |
| Estados Unidos | 5 de julho de 2005     | CD single         | RCA       |
| França         | 1º de agosto de 2005   | EP de remixes     | Sony BMG  |
| França         | 5 de setembro de 2005  | Download digital  | Sony BMG  |
| Alemanha       | 9 de setembro de 2005  | Download digital  | Sony BMG  |
| Irlanda        | 9 de setembro de 2005  | Download digital  | Sony BMG  |
| Noruega        | 12 de setembro de 2005 | Download digital  | Sony BMG  |
| Reino Unido    | 19 de setembro de 2005 | CD single         | Sony BMG  |
| Reino Unido    | 19 de setembro de 2005 | Maxi single       | Sony BMG  |
| Alemanha       | 21 de outubro de 2005  | Maxi single       | Sony BMG  |
| Alemanha       | 28 de outubro de 2005  | CD single         | Sony BMG  |
| Dinamarca      | 28 de outubro de 2005  | Maxi single       | Sony BMG  |